# Ascogaster distracta
Ascogaster distracta är en stekelart som beskrevs av Chen och Ji 2003. Ascogaster distracta ingår i släktet Ascogaster och familjen bracksteklar. Inga underarter finns listade.